# Jaromír Kohlíček
Jaromír Kohlíček (ur. 23 lutego 1953 w Cieplicach, zm. 6 grudnia 2020) – czeski polityk, działacz komunistyczny, poseł do Parlamentu Europejskiego VI, VII i VIII kadencji.

## Życiorys
W 1976 ukończył studia na Wyższej Szkole Chemiczno-Technologicznej w Pradze (VŠCHT), po czym pracował w państwowych zakładach szklarskich Sklo Union w rodzinnych Cieplicach. W latach 1998–2004 zasiadał w Izbie Poselskiej Republiki Czeskiej z ramienia Komunistycznej Partii Czech i Moraw, gdzie sprawował funkcję wiceprzewodniczącego Komisji Spraw Europejskich (2002–2004). Był również radnym w Cieplicach (od 1998).
W 2004 został wybrany do Parlamentu Europejskiego z listy KSČM. Pięć lat później uzyskał reelekcję. W 2014 nie został ponownie wybrany, jednak w 2016 powrócił do PE, obejmując wakujący mandat w Europarlamencie, który wykonywał do 2019.